# Trilepisium madagascariense
Trilepisium madagascariense är en mullbärsväxtart som beskrevs av Dc.. Trilepisium madagascariense ingår i släktet Trilepisium och familjen mullbärsväxter. Inga underarter finns listade i Catalogue of Life.